# David Prowse
David Prowse (født 1. juli 1935, død 28. november 2020) var en engelsk bodybuilder, vægtløfter og skuespiller.
Han er bedst kendt for at have spillet skurken Darth Vader i science fiction-filmene Star Wars Episode IV: Et nyt håb (1977), Star Wars Episode V: Imperiet slår igen (1980) og Star Wars Episode VI: Jediridderen vender tilbage (1983), idet det dog var James Earl Jones, der lagde stemme til. I Storbritannien huskes han også for rollen som Green Cross Code Man i en række propagandafilm for færdselssikkerhed, der blev sendt i britisk tv fra 1975 til 1990. Blandt andre roller kan nævnes den som Frankensteins monster i Casino Royale (1967), The Horror of Frankenstein (1970) og Frankenstein and the Monster from Hell (1974). Forud for optagelserne til Superman (1978) søgte han om at spille titelrollen men blev i stedet valgt som træner for Christopher Reeve, der fik rollen.
Som vægtløfter vandt han de britiske mesterskaber i sværvægt i 1962 og de to efterfølgende år. Han deltog desuden i vægtløftning ved Commonwealth Games i 1962 i Perth i Australien. Fra 1969 til 1990 drev han tre fitnesscentre.